# RABIF
RABIF‏ (RAB interacting factor) هوَ بروتين يُشَفر بواسطة جين RABIF في الإنسان.